# René Grignon
René Grignon (ur. 4 lipca 1950 w Gennevilliers) – francuski kolarz torowy, brązowy medalista mistrzostw świata.

## Kariera
Największy sukces w karierze René Grignon osiągnął w 1969 roku, kiedy wspólnie z Danielem Rébillardem, Bernardem Darmetem i Claude'em Buchonem zdobył brązowy medal w drużynowym wyścigu na dochodzenie podczas torowych mistrzostw świata w Antwerpii. Był to jedyny medal wywalczony przez Grignona na międzynarodowej imprezie tej rangi. Nigdy nie wystartował na igrzyskach olimpijskich.